# Wolnoje (Kaliningrad, Selenogradsk)
Wolnoje (russisch Вольное, deutsch Schulstein) ist ein Ort in der Oblast Kaliningrad. Er gehört zur kommunalen Selbstverwaltungseinheit Stadtkreis Selenogradsk im Rajon Selenogradsk.

## Geographische Lage
Wolnoje liegt 23 Kilometer nördlich der Oblasthauptstadt Kaliningrad (Königsberg) und fünf Kilometer südöstlich von Selenogradsk (Cranz). Der Ort ist über den Zubringer des Primorskoje Kolzo (Küstenautobahnring) nach Selenogradsk zu erreichen. Ein Bahnanschluss besteht nicht.

## Geschichte
Das bis 1946 Schulstein genannte Gutsdorf war in seiner Geschichte mit Bledau (heute russisch: Sosnowka) verbunden, dem es als Ortsteil zugehörte. Über seine Muttergemeinde war Schulstein in den Amtsbezirk Bledau eingegliedert, der bis 1939 zum Landkreis Königsberg (Preußen), von 1939 bis 1945 zum Landkreis Samland, im Regierungsbezirk Königsberg der preußischen Provinz Ostpreußen gehörte.
Als Ort im nördlichen Ostpreußen kam Schulstein 1945 zur Sowjetunion. Der Ort erhielt im Jahr 1947 die russische Bezeichnung Wolnoje und wurde gleichzeitig dem Dorfsowjet Cholmski selski Sowet im Rajon Primorsk zugeordnet. Später gelangte der Ort in den Muromski selski sowjet. Von 2005 bis 2015 gehörte Wolnoje zur Landgemeinde Kowrowskoje selskoje posselenije und seither zum Stadtkreis Selenogradsk.

## Kirche
Mit seiner fast ausnahmslos evangelischen Bevölkerung war Schulstein vor 1945 in das Kirchspiel der Kirche Powunden (russisch: Chrabrowo) eingepfarrt und gehörte zum Kirchenkreis Königsberg-Land II in der Kirchenprovinz Ostpreußen der Kirche der Altpreußischen Union. Heute liegt Wolnoje im Einzugsbereich der in den 1990er Jahren neu entstandenen evangelisch-lutherischen Gemeinde in Selenogradsk (Cranz), die eine Filialgemeinde der Auferstehungskirche in Kaliningrad (Königsberg) in der Propstei Kaliningrad der Evangelisch-lutherischen Kirche Europäisches Russland ist.